# 1503

## أحداث
- تأسيس مدينة بانيفيزيس وتقع حاليا في ليتوانيا.
- نهاية الحرب العثمانية البندقية الثانية في 1503 والتي بدأت في 1499.

## مواليد
- غارسيلاسو دي لا فيغا
- فرديناند الأول (إمبراطور روماني مقدس)
- نوستراداموس
- هنري الثاني ملك نافار
- يوهان فريدرش ناخب ساكسونيا

## وفيات
- ابن المبرد